# Kanton Grésy-sur-Isère
Der Kanton Grésy-sur-Isère war von 1860 bis 2015 ein französischer Wahlkreis im Département Savoie, deren Hauptort Grésy-sur-Isère war. Die landesweiten Änderungen in der Zusammensetzung der Kantone brachten zum März 2015 die Auflösung des Kantons.

## Gemeinden
Der Kanton umfasste elf Gemeinden:
| Gemeinde                 | Einwohner Jahr | Fläche km² | Bevölkerungsdichte | Code INSEE | Postleitzahl |
| ------------------------ | -------------- | ---------- | ------------------ | ---------- | ------------ |
| Bonvillard               | 350 (2013)     | 17,1       | 20 Einw./km²       | 73048      | 73460        |
| Cléry                    | 442 (2013)     | 10,9       | 41 Einw./km²       | 73086      | 73460        |
| Frontenex                | 1.760 (2013)   | 1,71       | 1029 Einw./km²     | 73121      | 73460        |
| Grésy-sur-Isère          | 1.244 (2013)   | 9,02       | 138 Einw./km²      | 73129      | 73460        |
| Montailleur              | 661 (2013)     | 15,3       | 43 Einw./km²       | 73162      | 73460        |
| Notre-Dame-des-Millières | 975 (2013)     | 10,35      | 94 Einw./km²       | 73188      | 73460        |
| Plancherine              | 424 (2013)     | 6,86       | 62 Einw./km²       | 73202      | 73200        |
| Sainte-Hélène-sur-Isère  | 1.147 (2013)   | 14,43      | 79 Einw./km²       | 73241      | 73460        |
| Saint-Vital              | 660 (2013)     | 3,6        | 183 Einw./km²      | 73283      | 73460        |
| Tournon                  | 587 (2013)     | 4,86       | 121 Einw./km²      | 73297      | 73460        |
| Verrens-Arvey            | 852 (2013)     | 10,82      | 79 Einw./km²       | 73312      | 73460        |